# Alcea
- Commons
- Wikispecies

Alcea L. (álcea) é um género botânico pertencente à família Malvaceae.

## Espécies
| - Alcea acaulis - Alcea calvertii - Alcea ficifolia - Alcea flavovirens - Alcea heldreichii - Alcea kurdica - Alcea litwinowii - Alcea longipedicellata - Alcea nudiflora | - Alcea pallida - Alcea rhyticarpa - Alcea rosea - Alcea rugosa - Alcea setosa - Alcea sosnovskyi - Alcea striata - Alcea sulphurea |

- «Lista completa»

## Classificação do gênero
| Sistema | Classificação                        | Referência               |
| ------- | ------------------------------------ | ------------------------ |
| Linné   | Classe Monadelphia, ordem Polyandria | Species plantarum (1753) |